# Laurent Véron
Pour les articles homonymes, voir Véron.
Laurent Véron (né le 26 février 1949 à Brazzaville, Congo) est un mathématicien français, qui traite des équations aux dérivées partielles. Il est professeur émérite à l'Université François-Rabelais de Tours.

## Formation
Laurent Véron est scolarisé à Neuilly et Paris (Lycée Louis-le-Grand). Il a étudié à l'Université de Paris obtenant son DEA de 1971 et l'agrégation en 1972. Il a travaillé son doctorat sous la direction d'Haïm Brezis (avec une thèse intitulée Comportement asymptotique et singularités de solutions d'équations aux dérivées partielle non linéaires) et d'Yvonne Choquet-Bruhat (Spectre du laplacien et longueur de géodésiques périodiques) . Il est, à partir de 1972, à l'Université de Tours, où en 1985, il est professeur. De 1978 à 1980, il travaille à la faculté de mathématiques. En 1980/81, il est professeur invité à l'Université Northwestern et ailleurs, notamment à l'Universidad Complutense de Madrid, le Technion (Collaboration avec Moshe Marcus (de)) et de l'Université Purdue.

## Travaux
Il a travaillé sur les singularités de solutions positives d'équations aux dérivées partielles elliptiques non linéaires. Avec Haim Brezis, il a prouvé que les singularités isolées dans le cas sur-critique sont éliminables, contrairement au cas sous-critique, où il existe des solutions singulières que Laurent Véron a entièrement classifiées. Ensuite, il a commencé un vaste programme de l'analyse des singularités au bord, en collaboration avec Moshe Marcus du Technion, à Haïfa. Ils ont montré que dans le cas sous-critique, les solutions sont entièrement déterminées par leur trace au bord. Le cas sur-critique s'est avéré beaucoup plus difficile et n'a été clarifié qu'après 15 ans de recherches, en partie en collaboration avec des probabilistes tels que Jean-François Le Gall et Eugene Dynkin, qui se sont intéressés à la relation avec les processus de superdiffusion.

## Prix et distinctions
En 2006, il a reçu le Prix Servant de l'Académie des Sciences.

## Publications
- Singular solutions of some nonlinear elliptic equations, Nonlinear Anal. T. M. & A, 5, 225-242 (1981).
- avec M. F. Bidaut-Véron: Nonlinear elliptic equations on compact Riemannian manifolds and asymptotics of Emden equations, Inventiones Math. 106, 489-539 (1991).
- avec A. Gmira: Boundary singularities of solutions of nonlinear elliptic equations, Duke J. Math. 64, 271-324 (1991).
- avec M. Marcus: Capacitary estimates of positive solutions of semilinear elliptic equations with absorption, J. Europ. Math. Soc. 6, 483-527 (2004).

- Coercivité et propriétés régularisantes des semi-groupes non linéaires dans les espaces de Banach
- Comportement limite de solutions d'équations quasi linéaires dans des cylindres infinis
- Construction of solutions to the Einstein constraint equations in general relativity and comments on the positive mass theorem.
- Contribution to the theory of traces for quasi-linear parabolic equations.
- Fully linear elliptic equations and semilinear fractionnal elliptic equations
- Nonlinear second order elliptic equations involving measures
- Reduced measure, large solutions and singularities for some parabolic problems.
- Semi-classical method and asymptotic vanishing properties of solutions of some non-linear diffusion equations.
- Singularities of solutions of second order quasilinear equations, 1995
- Théorie non linéaire du potentiel et équations quasilinéaires avec données mesures

## Liens
- Notices d'autorité :   - VIAF
  - ISNI
  - IdRef
  - LCCN
  - GND
  - CiNii
  - Pays-Bas
  - Israël
  - NUKAT
  - Norvège
  - Tchéquie
  - WorldCat
- Ressource relative à la recherche :   - Mathematics Genealogy Project
- Page d'accueil avec CV